# Saison 2 de Ma sorcière bien-aimée
Chronologie
Saison 1 Saison 3
Cet article présente le guide des épisodes de la deuxième saison de la série télévisée américaine Ma sorcière bien-aimée (Bewitched),.

## Épisodes

### Épisode 9:Samantha prend la plume
Samantha écrit une pièce sur la guerre d'indépendance. Mais à chaque fois qu'elle pense à ses personnages, ils apparaissent devant des gens.